# Tanja Schneider
Tanja Schneider, née le 19 février 1974 à Kartitsch, est une skieuse alpine autrichienne.

## Palmarès

### Jeux olympiques
Merete Fjeldavlie participe à une seule édition des Jeux olympiques d'hiver, en 2002 à Salt-Lake City.
| Épreuve / Édition | Salt-Lake City 2002 |
| Super G           | abandon             |

### Championnats du monde
Tanja Schneider participe à une édition des Championnats du monde de ski alpin, à Sankt Anton en 2001.
| Épreuve / Édition | Sankt Anton 2001 |
| Super-G           | 16e              |

### Coupe du monde
Tanja Schneider a pris cent-cinq départs en Coupe du monde.
- Meilleur résultat au classement général : 10e en 2000[4]
- Meilleur classement en descente : 6e en 2000[4].
- Meilleur classement en super G : 6e en 2000[4].
- 4 podiums, 2 en descente et 2 en super G[5].

#### Saison par saison
| Année/Classement | Année/Classement | Général | Général | Descente | Descente | Super G | Super G | Géant  | Géant  |
| ---------------- | ---------------- | ------- | ------- | -------- | -------- | ------- | ------- | ------ | ------ |
| Année/Classement | Année/Classement | Class.  | Points  | Class.   | Points   | Class.  | Points  | Class. | Points |
| 1993             | 1993             | 117e    | 10      | 57e      | 2        | 45e     | 8       | -      | -      |
| 1995             | 1995             | 73e     | 49      | 39e      | 20       | 37e     | 29      | -      | -      |
| 1996             | 1996             | 44e     | 182     | 82e      | 20       | 20e     | 83      | 39e    | 17     |
| 1997             | 1997             | 113e    | 5       | -        | -        | 41e     | 5       | -      | -      |
| 1998             | 1998             | 66e     | 65      | 38e      | 15       | 31e     | 39      | 41e    | 11     |
| 1999             | 1999             | 44e     | 199     | 38e      | 13       | 15e     | 148     | 31e    | 38     |
| 2000             | 2000             | 10e     | 695     | 6e       | 303      | 6e      | 296     | 23e    | 96     |
| 2001             | 2001             | 21e     | 324     | 15e      | 162      | 11e     | 151     | 45e    | 11     |
| 2002             | 2002             | 30e     | 295     | 18e      | 132      | 10e     | 122     | 34e    | 41     |
| 2003             | 2003             | 70e     | 57      | 47e      | 3        | 29e     | 44      | 43e    | 10     |
| 2004             | 2004             | 66e     | 94      | 29e      | 59       | 31e     | 35      | -      | -      |

### Coupe d'Europe
Tanja Schneider a pris quarante-deux départs en Coupe d'Europe.
- Meilleur résultat au classement général : 4e en 1998[6]
- Meilleur classement en super G : vainqueur en 1998[6].
- Meilleur classement en descente : 27e en 1997[6].
- Meilleur classement en slalom géant : 8e en 1998[6].
- 8 podiums dont 2 victoires[7].

#### Saison par saison
| Année/Classement | Année/Classement | Général | Général | Descente | Descente | Super G | Super G | Géant  | Géant  |
| ---------------- | ---------------- | ------- | ------- | -------- | -------- | ------- | ------- | ------ | ------ |
| Année/Classement | Année/Classement | Class.  | Points  | Class.   | Points   | Class.  | Points  | Class. | Points |
| 1995             | 1995             | 61e     | 30      | 36e      | 2        | 24e     | 13      | 32e    | 15     |
| 1996             | 1996             | 99e     | 8       | -        | -        | -       | -       | 37e    | 8      |
| 1997             | 1997             | 75e     | 104     | 27e      | 61       | 38e     | 36      | 79e    | 7      |
| 1998             | 1998             | 4e      | 484     | -        | -        | 1re     | 280     | 8e     | 204    |
| 1999             | 1999             | 21e     | 278     | 35e      | 36       | 4e      | 182     | 28e    | 60     |
| 2003             | 2003             | 135e    | 36      | 69e      | 9        | 42e     | 27      | -      | -      |

### Championnats du monde juniors
Tanja Schneider participe à une édition des Championnats du monde juniors de ski alpin, à Geilo et Hemsedal en 1991.
| Épreuve / Édition | Geilo/Hemsedal 1991 |
| Super-G           | 25e                 |